# Mythe de longévité

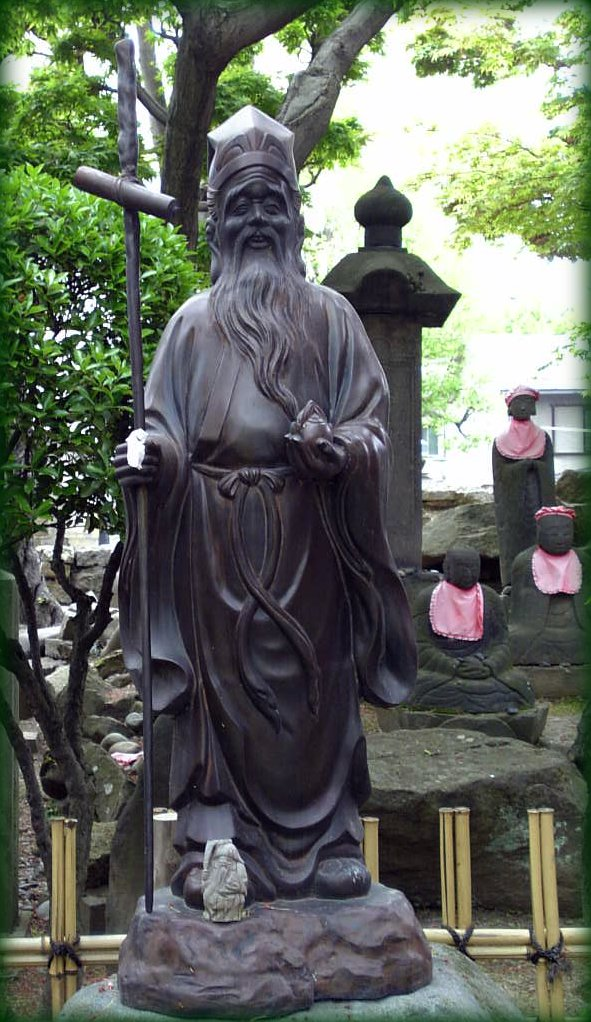
Jurōjin, le dieu japonais de la longévité, l'un des sept dieux de la chance

Les mythes de longévité sont des traditions concernant des personnes ayant une longue durée de vie (généralement des supercentenaires), qu'il s'agisse d'individus ou de groupes de personnes, et des pratiques qui sont censées conférer la longévité, mais pour lesquelles les preuves scientifiques ne confirment pas les âges revendiqués ou les raisons de ces revendications. Si les interprétations littérales de ces mythes peuvent sembler indiquer des durées de vie extraordinairement longues, de nombreux spécialistes pensent que ces chiffres peuvent être le résultat d'une traduction incorrecte des systèmes de numération dans diverses langues, associée à la signification culturelle et/ou symbolique de certains chiffres.
L'expression "tradition de longévité" peut inclure les purifications, les rituels, les pratiques de longévité, les méditations et l'alchimie, qui ont été considérés comme conférant une plus grande longévité humaine, en particulier dans la culture chinoise.
La science moderne indique les différentes façons dont la génétique, le régime alimentaire et le mode de vie influent sur la longévité humaine. Elle nous permet également de déterminer l'âge des restes humains avec un certain degré de précision.
En dehors de la mythologie, le record de la durée de vie maximale vérifiée dans le monde moderne est de 122 ans 1/2 pour les femmes (Jeanne Calment) et de 116 ans pour les hommes (Jirōemon Kimura). Certains scientifiques estiment que dans les conditions les plus idéales, les gens peuvent vivre jusqu'à 127 ans. Cela n'exclut pas la possibilité théorique que, dans le cas d'une combinaison heureuse de mutations, une personne puisse vivre plus longtemps.[réf. souhaitée] Bien que la durée de vie des êtres humains soit l'une des plus longues de la nature, certains animaux vivent plus longtemps. Par exemple, certains individus de la tortue des Galápagos sont capables de vivre plus de 175 ans, et certains individus de la baleine boréale plus de 200 ans. Certains scientifiques suggèrent prudemment que le corps humain peut disposer de ressources suffisantes pour vivre jusqu'à 150 ans.[réf. souhaitée]

## Revendications de longévité extrême dans la religion
| Longévité Biblique | Longévité Biblique | Longévité Biblique |
| ------------------ | ------------------ | ------------------ |
| Nom                | Âge                | Âge                |
| Nom                | massorétique       | LXX                |
| Mathusalem         | 969                | 969                |
| Jared              | 962                | 962                |
| Noé                | 950                | 950                |
| Adam               | 930                | 930                |
| Seth               | 912                | 912                |
| Kénan              | 910                | 910                |
| Énos               | 905                | 905                |
| Mahalalel          | 895                | 895                |
| Lémec              | 777                | 753                |
| Sem                | 600                | 600                |
| Eber               | 464                | 404                |
| Caïnan             | -                  | 460                |
| Arpachshad         | 438                | 465                |
| Salah              | 433                | 466                |
| Hénoc              | 365                | 365                |
| Péleg              | 239                | 339                |
| Reu                | 239                | 339                |
| Sérug              | 230                | 330                |
| Job                | 210 ?              | 210 ?              |
| Térah              | 205                | 205                |
| Isaac              | 180                | 180                |
| Abraham            | 175                | 175                |
| Nahor              | 148                | 304                |
| Jacob              | 147                | 147                |
| Ésaü               | 147 ?              | 147 ?              |
| Ismaël             | 137                | 137                |
| Lévi               | 137                | 137                |
| Amram              | 137                | 137                |
| Kohath             | 133                | 133                |
| Laban              | 130+               | 130+               |
| Déborah            | 130+               | 130+               |
| Jehoïada           | 130                | 130                |
| Sarah              | 127                | 127                |
| Myriam             | 125+               | 125+               |
| Aaron              | 123                | 123                |
| Rébecca            | 120+               | 120+               |
| Moïse              | 120                | 120                |
| Joseph             | 110                | 110                |
| Josué              | 110                | 110                |

### Bible hébraïque (Ancien Testament)
Plusieurs parties de la Bible hébraïque, dont la Torah, Josué, Job et 2 Chroniques, mentionnent des individus avec des durées de vie très longues, jusqu'aux 969 ans de Mathusalem .
Certains apologistes expliquent ces âges extrêmes par d'anciennes erreurs de traduction qui ont converti le mot "mois" en "année", confondant ainsi les cycles lunaires pour des cycles solaires : cela transformerait un âge de 969 ans en un âge plus raisonnable de 969 mois lunaires, soit environ 78,3 années solaires. 
Donald Etz affirme que les chiffres de Genèse 5 ont été multipliés par dix par un éditeur ultérieur. Ces interprétations introduisent une incohérence : cela signifierait que l'âge des neuf premiers patriarches à la paternité, allant de 62 à 230 ans dans les manuscrits, serait ensuite transformé en une fourchette invraisemblable telle que 5 à 18 ¹⁄₂ ans. D'autres affirment que la première liste, qui ne compte que 10 noms pour 1 656 ans, pourrait contenir des lacunes générationnelles, qui auraient été représentées par les longues durées de vie attribuées aux patriarches. Le critique du XIXe siècle Vincent Goehlert suggère que les durées de vie "représentaient simplement des époques, auxquelles ont été donnés les noms des personnages particulièrement importants à celles-ci, qui, en raison de leur vie relativement longue, ont pu acquérir une influence exaltée".
Ces biblistes qui enseignent l'interprétation littérale expliquent l'âge avancé des premiers patriarches. Selon l'un d'eux, l'homme devait à l'origine avoir une vie éternelle, mais le péché ayant été introduit dans le monde par Adam, son influence s'est accrue à chaque génération et Dieu a progressivement raccourci la vie de l'homme. Selon un second point de vue, avant le déluge de Noé, un "firmament" au-dessus de la terre (Genèse 1:6-8) a contribué à l'âge avancé des hommes.

### Christianisme
- Scolastica Oliveri aurait vécu à Bivona, en Italie, de l'an 1448 à 1578 (âge : 129–130 selon les archives de Monastero di San Paolo dans Bivona situé à Palerme.
- Aux alentours de 1912, le missionnaire Sadhu Sundar Singh a déclaré que le Maharishi de Kailash était un ermite chrétien de plus de 300 ans vivant dans une grotte des montagnes de l'Himalaya, avec lequel il a passé un certain temps en profonde communion. Selon Singh, le Maharishi serait né à Alexandrie, en Égypte, et aurait été baptisé par le neveu de saint François Xavier.

### Falun Gong
Le chapitre 2 du Falun Gong de Li Hongzhi (2001) indique : « Au Japon, une personne nommée Mitsu Taira a vécu jusqu'à 242 ans. Pendant la dynastie Tang dans notre pays, un moine appelé Hui Zhao [慧昭], a vécu de 526 à 815,ce qui lui fait environ 290 ans. Selon les annales du comté de Yong Tai dans la province du Fujian, Chen Jun [陈俊] est né la première année de l'époque Zhong He (881 AD) sous le règne de l'empereur Xi Zong pendant la dynastie Tang. Il est mort à l'époque Tai Ding de la Dynastie Yuan (1324 AD), après avoir vécu 443 ans.

### Hindouisme
- Le dieu hindou Krishna aurait vécu pendant 125 ans et 8 mois, de 3228 à 3102 avant notre ère. Selon les écritures hindoues, l'ère du Kaliyuga a commencé après son ascension vers sa demeure de Vaikuntha.
- Trailanga Swami aurait vécu à Kashi depuis 1737 ; le journal Prabuddha Bharata situe sa naissance vers 1607 (âge : 279-280), à sa mort en 1887. Sa naissance est également dite de s'être passée en 1527, ce qui lui donnerait un âge de 359–360 ans.
- Le sadhaka Lokenath Brahmachari aurait vécu de 1730 à 1890 (âge : 159-160).
- Shivapuri Baba, également connu sous le nom de Swami Govindanath Bharati, était un saint hindou qui aurait vécu de 1826 à 1963, ce qui lui donnerait un âge de 136–137 ans au moment de sa mort. Il a eu 18 audiences avec la reine Victoria.

### Islam
Ibrahim (إِبْرَاهِيم) aurait vécu entre 168 et 169 ans. Son épouse Sarah est la seule femme de l'Ancien Testament dont l'âge est donné. Elle aurait vécu pendant 127 ans. (Genèse 23:1).
Dans le Coran, Noé a vécu 950 ans avec son peuple
Selon des érudits du XIXe siècle, Abdul Azziz al-Hafeed al-Habashi (عبد العزيز الحبشي) a vécu 673 à 674 années grégoriennes, ou 694 à 695 années islamiques; de 581 à 1276 en années hégiriennes.
Dans l'islam chiite, Hujjat-Allah al-Mahdi est considéré comme étant actuellement en occultation et toujours vivant (1 151 ans).

### Jaïnisme
Les durées de vie extrêmes sont attribuées aux Tîrthankaras, par exemple :
- Neminatha aurait vécu plus de 10 000 ans avant son ascension,
- Naminatha aurait vécu plus de 20 000 ans avant son ascension,
- Munisuvrata aurait vécu plus de 30 000 ans avant son ascension,
- Māllīnātha aurait vécu plus de 56 000 ans avant son ascension,
- Aranatha aurait vécu plus de 84 000 ans avant son ascension,
- Kunthunatha aurait vécu plus de 200 000 ans avant son ascension,
- Shantinatha aurait vécu plus de 800 000 ans avant son ascension.

### Théosophie/Nouvel Âge
- On dit que Babaji est un "Maître non ascendant" qui aurait plusieurs siècles et qui vivrait dans l'Himalaya. Le gourou hindou Paramahansa Yogananda prétend l'avoir rencontré et serait l'un de ses disciples.

## Anciennes revendications de longévité extrême
Il s'agit notamment de revendications antérieures à environ 150 apr. J.-C., avant la chute de l'Empire romain.

### Chine
- Fuxi (伏羲) est censé avoir vécu 197 ans.
- Lucien de Samosate a écrit sur les "Seres" (un peuple chinois), affirmant qu'ils ont vécu plus de 300 ans.
- Zuo Ci, qui a vécu pendant la période des Trois Royaumes, aurait vécu 300 ans.
- Dans la légende chinoise, Peng Zu aurait vécu plus de 800 ans pendant la dynastie Yin (殷朝, du XVIe au XIe siècle av. J.-C.).

Ce qui va suivre dans cette sous-partie concerne les empereurs.
- On dit de l'Empereur Jaune (Huángdì) qu'il aurait vécu 113 ans.
- On dit de l'empereur Yao qu'il aurait vécu 118 ans.
- L'empereur Shun aurait vécu 110 ans.
- Les Huit Immortels auraient vécu plus de 14 000 ans et seraient toujours en vie.

### Égypte
L'historien égyptien Manéthon, s'appuyant sur des sources antérieures, commence sa liste de rois égyptiens par le dieu gréco-égyptien Héphaïstos (Ptah) qui « fut roi pendant 9 000 ans ».

### Grèce
Le livre Macrobii ("grandes vies") est un ouvrage consacré à la longévité. Il a été attribué à l'auteur grec antique Lucien, bien qu'il soit maintenant admis qu'il n'a pas pu l'écrire. La plupart des exemples qui y sont donnés concernent des durées de vie de 80 à 100 ans, mais certains sont beaucoup plus longs :
- Tirésias, le devin aveugle de Thèbes, plus de 600 ans.
- Nestor, plus de 300 ans.
- Les membres du "Seres" (un peuple chinois), plus de 300 ans.

Selon une tradition, Épiménide de Crète (VIIe , VIe siècles av. J.-C.) a vécu près de 300 ans.

### Japon

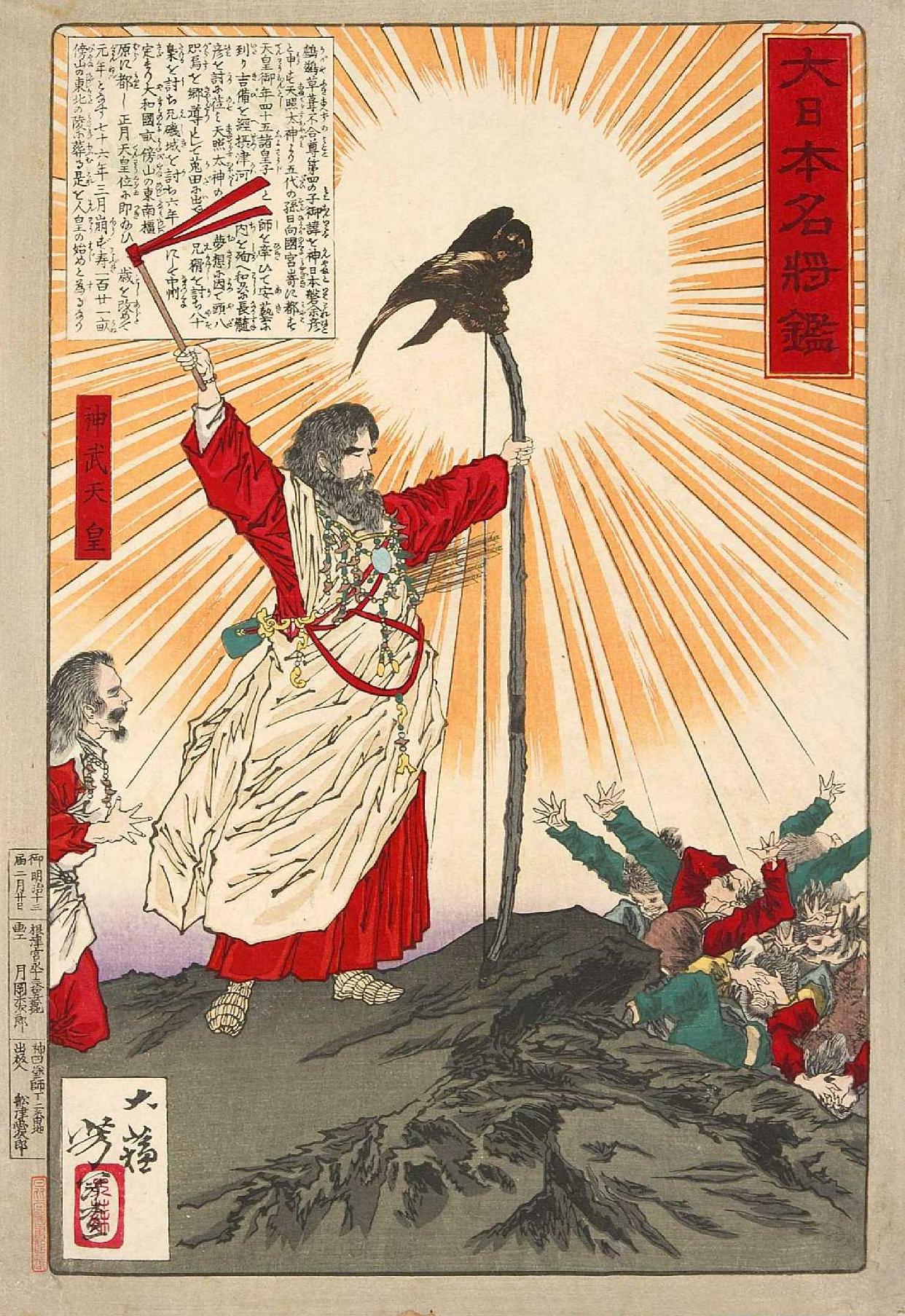
Une estampe de l'Empereur Jinmu, faisant partie des célèbres généraux du Japon par Tsukioka Yoshitoshi

Certains des premiers empereurs du Japon sont dits avoir régné pendant plus d'un siècle, selon la tradition documentée dans le Kojiki, à savoir l'empereur Jimmu et l'empereur Kōan.
- L'empereur Jimmu (traditionnellement, 13 février 711 av. J.-C. - 11 mars 585 av. J.-C.) a vécu 126 ans selon le Kojiki. Ces dates correspondent à 125 ans, 339 jours, sur les calendriers proleptiques julien et grégorien. Cependant, la forme de son nom posthume suggère qu'il a été inventé sous le règne de Kanmu (781-806), ou peut-être à l'époque où les légendes sur les origines de la dynastie Yamato ont été compilées dans le Kojiki.
- L'empereur Kōan, selon le Nihon shoki, a vécu 137 ans (de 427 à 291 av. J.-C.).

### Corée
- Tangun, le premier souverain de Corée, serait né en 2333 av. J.-C. et serait mort en 425 av. J.-C. à l'âge de 1 908 ans.
- T'aejo Wang (46/47 - 165) aurait régné sur la Corée pendant 93 ans à partir de l'âge de 7 ans. Après sa retraite, le Samguk Sagi et le Samguk Yusa indiquent que son âge à sa mort était de 118 ans, tandis que le Livre des Han postérieurs indique qu'il est mort en 121 à l'âge de 74 ans.

### L'empire Perse
Les règnes de plusieurs Chahs dans le Shâhnâmeh, le "livre des rois", un poème épique de Ferdowsi, sont donnés comme étant plus longs qu'un siècle :
- Zahhak, 1 000 ans.
- Djamchid, 700 ans.
- Fereydoun, 500 ans.
- Askani, 200 ans.
- Key Kavous, 150 ans.
- Manouchehr, 120 ans.
- Lohrasp, 120 ans.
- Vishtapa, 120 ans.

### Rome antique
À l'époque romaine, Pline a écrit sur les records de longévité tirés du recensement effectué en 74 apr. J.-C. sous Vespasien. Dans une région d'Italie, de nombreuses personnes auraient dépassé les 100 ans ; quatre auraient atteint 130 ans, d'autres jusqu'à 140 ans.

### Sumer
Les revendications d'âge pour les huit premiers rois sumériens dans la principale recension de la liste royale sumérienne étaient exprimés en unités et fractions de sars (3 600 ans) et totalisaient 67 sars, soit 241 200 ans.
Dans la seule recension de la tablette des dix rois de cette liste, trois rois (Alalgar, [...] kidunnu et En-men-dur-ana) sont enregistrés comme ayant régné 72 000 ans ensemble. La principale recension attribue 43 200 ans au règne d'En-men-lu-ana, et 36 000 ans à ceux d'Alalgar et de Dumuzi.

### Viêt Nam
- Kinh Dương Vương, le premier roi du Vietnam, serait né en 2919 et serait mort en 2792 av. J.-C. (âgé d'environ 127 ans).
- Lạc Long Quân a régné de 2793 à 2524 av. J.-C. (environ 269 ans).

## Ére médiévale

### Pologne
- Piast le Charron, roi de Pologne, est mort en 861 à l'âge présumé de 120 ans (740 apr. J.-C./861 apr. J.-C.)[2].

### Pays de Galles
- Le barde gallois Llywarch Hen (Elégies héroïques) est mort vers 500 dans la paroisse de Llanvor, traditionnellement vers l'âge de 150 ans[3].

### Angleterre
- Edgar Ætheling, prince anglais qui fut brièvement roi d'Angleterre après la mort d'Harold Godwinson à la bataille d'Hastings en 1066. On dit qu'Edgar est mort peu après 1126, lorsque Guillaume de Malmesbury a écrit qu'il « vieillit maintenant à la campagne dans l'intimité et la tranquillité »[4]. Cependant, il existe deux rouleaux de pipe datant de 1158 et 1167 qui mentionnent Edgar. L'historien Edward Augustus Freeman a déclaré qu'il s'agissait soit d'Edgar (âgé d'au moins 115 ans), soit d'un de ses fils, soit d'une autre personne ayant porté le titre d'Ætheling[5].

## Revendications modernes de longévité extrême
Cette liste comprend les déclarations de longévité de 130 ans et plus à partir du XIVe siècle. Toutes les déclarations d'année de naissance et d'âge sont présumées, sauf indication contraire.

### Isolées
Ces cas n'ont pas été documentés en détail.
| Nom                             | Date de naissance | Date de décès | Âge     | Pays                                          |
| ------------------------------- | ----------------- | ------------- | ------- | --------------------------------------------- |
| Colestein Veglin                | 1259–1261         | Inconnu       | 617,    | États-Unis                                    |
| Thomas Cam                      | 1381              | 1588          | 207     | Royaume-Uni                                   |
| Ashura Omarova                  | 1775              | Inconnu       | 195,    | Empire Russe, Union soviétique                |
| Peter Torton                    | 1539              | 1724          | 185     | Roumanie,                                     |
| Josefa Molina Lantz             | 1831              | 2006          | 175     | Venezuela                                     |
| Louisa Truxo                    | 1610              | 1785          | 175     | Argentine                                     |
| James Olofintuyi                | 1844              | Inconnu       | 170,    | Nigeria                                       |
| Chesten Marchant                | 1511              | 1676          | 164     | Royaume-Uni                                   |
| Dhaqabo Ebba                    | 1853              | 2015          | 163     | Éthiopie                                      |
| Joseph Surrington               | 1637              | 1797          | 159–160 | Royaume-Uni                                   |
| Opanyin Kwaku Addae             | 1852–1853         | Inconnu       | 159,    | Ghana                                         |
| Thomas Damme                    | 1494–1495         | 1649          | 154     | Royaume-Uni                                   |
| Mohammed bin Zarei              | 1858–1859         | 2013          | 154     | Arabie Saoudite                               |
| Klayonoh Bleaorplue             | 1863              | 2016          | 153     | Liberia                                       |
| Thomas Newman                   | 1388–1389         | 1542          | 153     | Royaume-Uni                                   |
| Mohammed bin Masoud             | 1861              | 2014          | 153     | Oman                                          |
| Gabriel Umeh Enemuo             | 1864–1865         | 2015          | 151     | Nigeria                                       |
| Ali Al-Alakmi                   | 1871–1872         | 2018          | 147     | Arabie Saoudite                               |
| Jon Andersson                   | 1582              | 1729          | 147     | Suède                                         |
| Omar Abas                       | 1857              | 2001?         | 144     | Malaisie                                      |
| Mrs. Eckleston                  | 1548              | 1691          | 143     | Royaume-Uni                                   |
| Abdel Wali Numan                | 1865              | 2007          | 142     | Yémen                                         |
| Feroz-ud-Din Mir                | 1872              | 2014          | 142     | Pakistan                                      |
| Ali bin Abdullah bin Ezab       | 1866              | 2006          | 140     | Émirats arabes unis                           |
| Margaret Patten                 | 1601–1602         | 1739          | 137     | Royaume-Uni                                   |
| Bashir Al Saalmi                | 1873–1874         | 2010          | 137     | Oman                                          |
| Khanum Hasno                    | 1877–1878         | 2013          | 136     | Afghanistan                                   |
| James James                     | 1752              | 1888          | 135     | États-Unis                                    |
| Maritina Vangatala              | 1879              | Inconnu       | 135,    | Iles Salomon                                  |
| Alhaji Abdu Sikola              | 1880–1881         | 2015          | 135     | Nigeria                                       |
| Anton Pilya                     | 1830–1831         | 1965          | 135     | Empire Russe, Union soviétique                |
| Moloko Temo                     | 1874              | 2009          | 134     | Afrique du Sud                                |
| Johanna Ramatse                 | 1883              | 2017          | 134     | Afrique du Sud                                |
| Mzee Barnabas Kiptanui Arap Rop | 1879              | 2012          | 133     | Kenya                                         |
| Antisa Khvichava                | 1880              | 2012          | 132     | Empire Russe, Union soviétique, Géorgie       |
| Sarhat Rashidova                | 1875              | 2007          | 131     | Empire Russe Union soviétique Azerbaïdjan     |
| Aisha Heddou                    | 1885–1886         | Inconnu       | 130,    | Maroc                                         |
| Ajko Omerovitch                 | 1804–1805         | 1934          | 130     | Empire Ottoman, Autriche-Hongrie, Yougoslavie |
| Maria Olivia da Silva           | 1880,             | 2010          | 130     | Brésil                                        |
| Ntame Zambezi                   | 1880              | 2011          | 130     | Botswana                                      |
| Cécilé Tshibola                 | 1880–1881         | 2010          | 130     | République démocratique du Congo              |

### Documentées
Les cas suivants ont été documentés en détail au fil du temps.
| Nom                   | Date de naissance                 | Date de décès | Âge             | Pays                                        | Résumé |
| --------------------- | --------------------------------- | ------------- | --------------- | ------------------------------------------- | --- |
| Li Ching-Yuen         | 1736 (revendiqué) 1677 (contesté) | 1933          | 196–197 255–256 | Dynastie Qing, République de Chine          | Un article du New York Times annonce le décès le 5 mai 1933 à Kai Xian, dans le Sichuan, à l'âge de 197 ans, de Li Ching-Yuen (李青云, Li Qing Yun) de la République de Chine, qui prétendait être né en 1736. Un article du Time a noté que "les Chinois respectueux préféraient penser" que Li avait 150 ans en 1827 (naissance 1677), sur la base d'un message de félicitations du gouvernement, et qu'il est mort à l'âge de 256 ans. Le maître de t'ai chi ch'uan Da Liu a déclaré que Li avait appris le qigong auprès d'un ermite âgé de plus de 500 ans. |
| Peter Czartan         | 1539                              | 1724          | 184             | Hongrie                                     | Charles Hulbert, qui a rapporté le cas de Czartan dans un recueil de 1825, ajoute que John (172) et sa femme Sara (164) sont tous deux morts en Hongrie en 1741 après 148 ans de mariage. Le livre Validation of Exceptional Longevity indique que le nom de famille des anciens couples est Rowin, tandis que The Virgin Birth et The Incarnation indique que le nom de famille de John et Sara est Rovin. |
| Henry Jenkins         | 1501                              | 1670          | 169             | Angleterre                                  | Une brève biographie d'Henry Jenkins, d'Ellerton-on-Swale, dans le Yorkshire, a été rédigée par Anne Saville en 1663, sur la base de la description de Jenkins, indiquant qu'il était né en 1501 ; il a également affirmé se souvenir de la bataille de Flodden Field en 1513. Cependant, Jenkins a également témoigné, en 1667, en faveur de Charles Anthony dans un procès contre Calvert Smythson, qu'il n'avait alors que 157 ans ou à peu près. Il est né à Bolton-on-Swale, et la date indiquée, le 17 mai 1500, ne présente qu'un écart d'un an avec l'âge de 169 ans inscrit sur son monument (il est mort le 8 décembre 1670). |
| Shirali Muslimov      | 1805                              | 1973          | 168             | Empire Russe, Union soviétique              | Un berger azerbaïdjanais de l'ethnie Talysh du village de Barzavu dans la région de Lerik en Azerbaïdjan, une zone montagneuse près de la frontière iranienne. Il a prétendu être la personne la plus âgée ayant jamais vécu lorsqu'il est mort le 2 septembre 1973 à l'âge présumé de 168 ans et 162 jours, en se basant uniquement sur un passeport. Le National Geographic a publié cette affirmation. Certaines sources ont affirmé qu'il était le plus vieux centenaire de l'URSS. Il a été rapporté qu'au moment de la mort de Muslimov, sa femme vivait encore à l'âge de 120 ans. |
| Javier Pereira        | 1789                              | 1955–58       | 165–169         | Colombie                                    | Un Indien Zenú de Colombie qui aurait eu plus de 160 ans au moment de sa mort. Bien que sa mort ait été annoncée à plusieurs reprises en 1955, 1956 et 1958, toutes les sources affirment qu'il est né en 1789. |
| Zaro Aga              | 1764                              | 1934          | 170             | Empire Ottoman                              | Un homme kurde qui a prétendu être né le 16 février 1764 et est mort le 29 juin 1934 à Istanbul, en Turquie, à l'âge présumé de 170 ans. |
| Thomas Parr           | 1482–1483                         | 1635          | 152             | Angleterre                                  | Le cas a été enregistré dans les Philosophical Transactions de the Royal Society. William Harvey a pratiqué une autopsie sur lui, selon Easton. Parr est enterré dans l'abbaye de Westminster, avec son âge présumé sur la pierre tombale. |
| Mbah Gotho            | 1870                              | 2017          | 146             | Indes orientales néerlandaises, Indonésie   | En mai 2010, Solopos a rapporté que les recenseurs ont enregistré que Saparman Sodimejo, plus connu sous le nom de Mbah Gotho, avait 142 ans,. Liputan 6 a rapporté que son âge estimé était de 140 ans, et qu'il ne se souvenait pas de sa date de naissance mais affirmait se souvenir de la construction d'une usine de sucre à Sragen en 1880,. Sa carte d'identité, délivrée en 2014, affiche une date de naissance revendiquée du 31 décembre 1870. Grand fumeur tout au long de sa vie, il aurait tout de même vécu plus longtemps que ses dix frères et sœurs, ses quatre épouses et ses cinq enfants. Le 28 avril 2017, il a été admis à l'hôpital RSUD de Sragen, où il est décédé le 30 avril,. |
| Bir Narayan Chaudhary | 1856                              | 1998          | 141–142         | Népal                                       | Bir prétend être né en 1856, fils d'un propriétaire terrien. Éleveur de bétail dans le village de Khanar, près de Biratnagar, il aurait dirigé la première équipe d'enquête foncière de la région, en 1888,. Il a fumé tout au long de sa vie. Bir est devenu célèbre au milieu des années 1990 lorsque la télévision et la presse népalaises ont commencé à parler de son âge déclaré. En 1997, il a été honoré par le roi Birendra du Népal pour sa prétendue longévité. |
| Mubarak Rahmani Messe | 1874                              | 2014          | 140             | Algérie                                     | Décédé en 2014, prétendument à l'âge de 140 ans, dans la province d'El Oued, en Algérie, il laisse derrière lui 100 petits-fils. Selon des membres de sa famille, Rahmani avait passé une grande partie de sa jeunesse dans le désert algérien et avait ensuite exercé diverses professions difficiles, notamment dans la construction, l'agriculture et l'élevage. Il a été hospitalisé pour la première fois en 2012, pour des problèmes d'estomac. Son régime, qualifié de "naturel", se composait essentiellement de dattes, de farine de blé, de lait de brebis et de thé vert. |
| Habib Miyan           | 1869                              | 2008          | 138             | Inde                                        | Rahim "Habib Miyan" Khan de Jaipur, Rajasthan, Inde, détient le record mondial de la plus longue pension de retraite. La date de naissance revendiquée par Miyan provient d'un arbre généalogique indiquant la naissance d'un Rahim Khan en 1869, bien que son livret de pension indique que sa date de naissance est le 20 mai 1878, Il a déclaré qu'il utilisait ces documents depuis sa libération de l'armée en 1938 pour réclamer une pension, faisant de lui celui qui a été retraité le plus longtemps,. Le en:Limca Book of Records le considère comme l'homme le plus âgé de Jaipur, le décrivant dans son édition 2005 comme ayant "plus de 120 ans",. En 2004, deux personnes non identifiées ont donné de l'argent à Miyan pour qu'il puisse se rendre au Hajj, faisant de lui le plus vieux pèlerin du Hajj de l'histoire,. Il a été nommé Aab-e-Jaipur, ("Lustre de Jaipur") par le maire de Jaipur. |
| Charlie Smith         | 1842                              | 1979          | 136–137         | États-Unis                                  | Avant la mort de Smith, le livre Guinness des records avait remis en question cette affirmation, en notant que le certificat de mariage de Smith, datant de 1910, indiquait qu'il avait 35 ans à l'époque, ce qui lui donnerait 104 ans au moment de sa mort,. |
| Tuti Yusupova         | 1880                              | 2015          | 134             | Empire Russe, Union soviétique, Ouzbékistan | |
| Sylvester Magee       | 1841                              | 1971          | 130             | États-Unis                                  | |

### Autres
- Le polymathe assamais Sankardev (1449-1568) aurait vécu jusqu'à l'âge de 118 ans[note 8].
- Albrecht von Haller aurait recueilli des exemples de 62 personnes âgées de 110 à 120 ans, 29 de 120 à 130 ans et 15 de 130 à 140 ans[91].
- Un article du National Geographic de 1973 sur la longévité[57] signalait, comme peuple très âgé, le peuple Burusho-Hunza de la vallée de Hunza, dans les montagnes du Pakistan.
- Les registres de décès suédois contiennent des informations détaillées sur des milliers de centenaires remontant à 1749 ; l'âge maximal au décès signalé entre 1751 et 1800 était de 147 ans[26].
- Les cas d'extrême longévité au Royaume-Uni ont été répertoriés par James Easton en 1799, qui a couvert 1 712 cas documentés entre 66 av. J.-C. et 1799, année de publication[92] ; Charles Hulbert a également édité un livre contenant une liste de cas en 1825[93].
- Un périodique intitulé The Aesculapian Register, rédigé par des médecins et publié à Philadelphie en 1824, répertorie un certain nombre de cas, dont plusieurs sont censés avoir vécu plus de 130 ans. Les auteurs ont déclaré que la liste était tirée du Dublin Magazine[94].
- Les décès officiellement déclarés dans l'Empire russe en 1815 faisaient état de 1068 centenaires, dont 246 supercentenaires (50 à l'âge de 120–155 ans et un encore plus âgé[3]). Le magazine Time a estimé qu'en Union soviétique, la longévité s'était élevée au rang de "culte de Mathusalem" soutenu par l'État[95]. L'URSS a insisté sur la longévité inégalée de ses citoyens en revendiquant 592 personnes (224 hommes, 368 femmes) âgées de plus de 120 ans lors d'un recensement effectué le 15 janvier 1959[96] et 100 citoyens de la Russie âgés de 120 à 156 ans en mars 1960[97]. Selon le magazine Time, en Géorgie, ces revendications ont été encouragées par l'espoir apparent de Joseph Staline, né en Géorgie, que cette longévité puisse déteindre sur lui[95]. Zhores A. Medvedev, qui a démontré que les plus de 500 revendications ont échoué à la validation de l'acte de naissance et à d'autres tests[95], a déclaré que Staline « aimait l'idée que [d'autres] Géorgiens vivaient jusqu'à 100 ans. »[97]
- Une Gazette russe de Petersburgh datant du début de 1812 fait état d'un homme âgé de 200 à 225 ans dans le diocèse d'Ekaterinoslaw (aujourd'hui Dnipro, Ukraine)[3].

## Pratiques

### Régimes
L'idée que certains régimes alimentaires peuvent conduire à une longévité extraordinaire (âge supérieur à 130 ans) n'est pas nouvelle. En 1909, Élie Metchnikoff pensait que boire du lait de chèvre pouvait conférer une longévité extraordinaire. Le régime Hunza, qui serait pratiqué dans une région du nord du Pakistan, a été présenté comme permettant aux gens de vivre jusqu'à 140 ans ou plus, mais de telles affirmations sont considérées comme apocryphes.

### Alchimie
Parmi les traditions qui ont été considérées comme conférant une plus grande longévité à l'homme, citons l'alchimie.
- Nicolas Flamel (début des années 1330 - vers 1418) était un graveur du XIVe siècle qui s'est forgé une réputation d'alchimiste et de créateur d'un "élixir de vie" qui lui conférait l'immortalité ainsi qu'à sa femme Perenelle. Sa pierre tombale portant des inscriptions arcaniques est conservée au Musée de Cluny à Paris.
- Fridericus (Ludovicus) Gualdus (Federico Gualdi), auteur de la "Révélation de la vraie sagesse chimique", vivait à Venise dans les années 1680. Dans une lettre parue dans un journal hollandais contemporain, on rapporte qu'il avait plus de 400 ans. Selon certains récits, interrogé sur un portrait qu'il portait, il a dit qu'il s'agissait de lui-même, peint par Titien (mort en 1576), mais n'a donné aucune explication et a quitté Venise le lendemain matin[100],[101]. Selon un autre récit, Gualdus a quitté Venise en raison d'accusations religieuses et est mort en 1724[102]. Le "Compass der Weisen" fait allusion à lui comme étant encore vivant en 1782 et âgé de près de 600 ans[100].

### Fontaine de jouvence
La fontaine de jouvence est dite de redonner la jeunesse à quiconque boit de ses eaux. Hérodote attribue une longévité exceptionnelle à une fontaine située au pays des Éthiopiens . Les récits du Roman d'Alexandre et d'Al-Khidr décrivent une telle fontaine, et les histoires de pierre philosophale, de panacée universelle et d'élixir de vie sont très répandues.
Après la mort de Juan Ponce de León, Gonzalo Fernández de Oviedo y Valdés a écrit dans Historia General y Natural de las Indias (1535) que Ponce de León cherchait les eaux de Bimini pour soigner son vieillissement lors de l'expédition qui a conduit à la découverte de la Floride par les Européens.

## Galerie

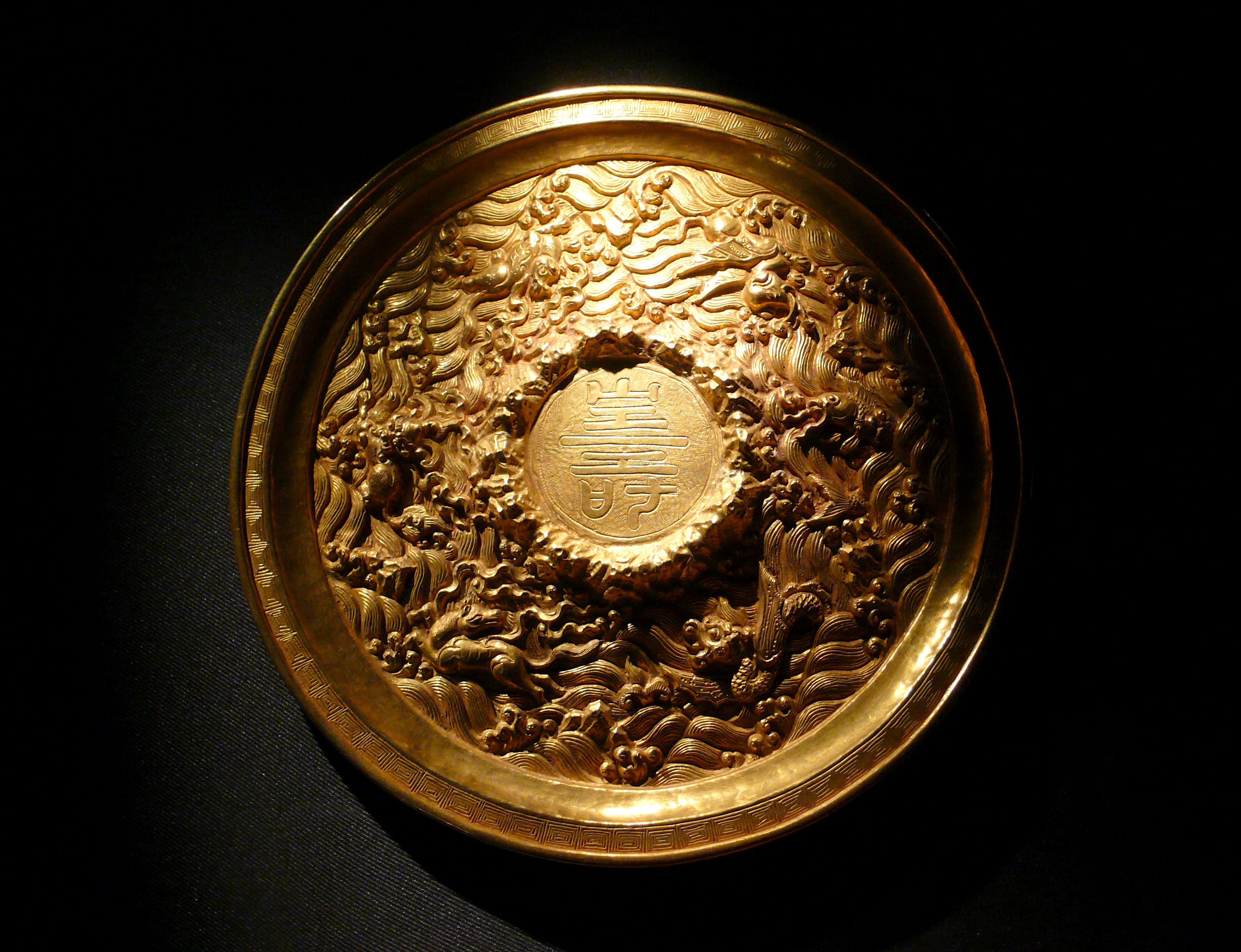
Miroir en bronze, avec caractère chinois de "Longévité" et décoration de dragons et de nuages. Musée de la capitale, Pékin, Chine